# Australian Open 2017 (rolstoelvrouwendubbel)
Op het Australian Open 2017 speelden de rolstoelvrouwen de wedstrijden in het dubbelspel op donderdag 26 en vrijdag 27 januari 2017 in het Melbourne Park te Melbourne.

## Toernooisamenvatting
De titelhoudsters Marjolein Buis (Nederland) en Yui Kamiji (Japan) hadden zich niet als team voor deze editie van het toernooi ingeschreven. Buis speelde samen met de Britse Lucy Shuker – zij strandden al in de eerste ronde. Kamiji en de Nederlandse Diede de Groot bereikten de finale.
Het als eerste geplaatste Nederlandse duo Jiske Griffioen en Aniek van Koot won het toernooi. In de finale versloegen zij het tweede reekshoofd, Diede de Groot en Yui Kamiji, in twee sets. Het koppel Griffioen / Van Koot won al eerder dubbelspeltitels, recentelijk op het British Open in Nottingham (juli 2016), de Paralympische Spelen in Rio de Janeiro (september 2016) en het Apia International Sydney Wheelchair Tennis Open (januari 2017).

## Geplaatste teams
| Nr. | Team                           | Resultaat   | Uitgeschakeld door             |
| --- | ------------------------------ | ----------- | ------------------------------ |
| 1.  | Jiske Griffioen Aniek van Koot | winnaressen | winnaressen                    |
| 2.  | Diede de Groot Yui Kamiji      | finale      | Jiske Griffioen Aniek van Koot |

## Toernooischema
| Legenda | Legenda                  |
| ------- | ------------------------ |
| Q       | Qualifier                |
| WC      | Deelname via wildcard    |
| LL      | Lucky Loser              |
| r       | Opgave / trok zich terug |
| w/o     | Walk-over                |
| Alt     | Alternate                |
| SE      | Special Exempt           |
| PR      | Protected Ranking        |
| d       | Diskwalificatie          |

|  | eerste ronde | eerste ronde                   | eerste ronde              | eerste ronde | eerste ronde |                                    |   | finale | finale | finale | finale | finale |
|  |              |                                |                           |              |              |                                    |   |        |        |        |        |        |
|  | 1            | Jiske Griffioen Aniek van Koot | 7                         | 6            |              |                                    |   |        |        |        |        |        |
|  |              | Marjolein Buis Lucy Shuker     | 5                         | 2            |              |                                    |   |        |        |        |        |        |
|  |              | Marjolein Buis Lucy Shuker     | 5                         | 2            | 1            | Jiske Griffioen Aniek van Koot     | 6 | 6      |        |        |        |        |
|  |              |                                |                           |              |              | Jiske Griffioen Aniek van Koot     | 6 | 6      |        |        |        |        |
|  |              | 2                              | Diede de Groot Yui Kamiji | 3            | 2            |                                    |   |        |        |        |        |        |
|  |              | 2                              | Diede de Groot Yui Kamiji | 3            | 2            | Sabine Ellerbrock Katharina Krüger | 3 | 1      |        |        |        |        |
|  |              |                                |                           |              |              | Sabine Ellerbrock Katharina Krüger | 3 | 1      |        |        |        |        |
|  | 2            | Diede de Groot Yui Kamiji      | 6                         | 6            |              |                                    |   |        |        |        |        |        |

## Bron
- (en) Toernooischema ITF

1905 · 1906 · 1907 · 1908 · 1909 · 1910 · 1911 · 1912 · 1913 · 1914 · 1915 · 1916–1918 · 1919 · 1920 · 1921 · 1922 · 1923 · 1924 · 1925 · 1926 · 1927 · 1928 · 1929 · 1930 · 1931 · 1932 · 1933 · 1934 · 1935 · 1936 · 1937 · 1938 · 1939 · 1940 · 1941–1945 · 1946 · 1947 · 1948 · 1949 · 1950 · 1951 · 1952 · 1953 · 1954 · 1955 · 1956 · 1957 · 1958 · 1959 · 1960 · 1961 · 1962 · 1963 · 1964 · 1965 · 1966 · 1967 · 1968
↓ open tijdperk ↓
1969 (m-v-md-vd-gd) · 1970 (m-v-md-vd) · 1971 (m-v-md-vd) · 1972 (m-v-md-vd) · 1973 (m-v-md-vd) · 1974 (m-v-md-vd) · 1975 (m-v-md-vd) · 1976 (m-v-md-vd) · jan 1977 (m-v-md-vd) · dec 1977 (m-v-md-vd) · 1978 (m-v-md-vd) · 1979 (m-v-md-vd) · 1980 (m-v-md-vd) · 1981 (m-v-md-vd) · 1982 (m-v-md-vd) · 1983 (m-v-md-vd) · 1984 (m-v-md-vd) · 1985 (m-v-md-vd) · 1986 · 1987 (m-v-md-vd-gd) · 1988 (m-v-md-vd-gd) · 1989 (m-v-md-vd-gd) · 1990 (m-v-md-vd-gd) · 1991 (m-v-md-vd-gd) · 1992 (m-v-md-vd-gd) · 1993 (m-v-md-vd-gd) · 1994 (m-v-md-vd-gd) · 1995 (m-v-md-vd-gd) · 1996 (m-v-md-vd-gd) · 1997 (m-v-md-vd-gd) · 1998 (m-v-md-vd-gd) · 1999 (m-v-md-vd-gd) · 2000 (m-v-md-vd-gd) · 2001 (m-v-md-vd-gd) · 2002 (m-v-md-vd-gd) · 2003 (m-v-md-vd-gd) · 2004 (m-v-md-vd-gd) · 2005 (m-v-md-vd-gd) · 2006 (m-v-md-vd-gd) · 2007 (m-v-md-vd-gd) · 2008 (m-v-md-vd-gd) · 2009 (m-v-md-vd-gd) · 2010 (m-v-md-vd-gd) · 2011 (m-v-md-vd-gd) · 2012 (m-v-md-vd-gd) · 2013 (m-v-md-vd-gd) · 2014 (m-v-md-vd-gd) · 2015 (m-v-md-vd-gd) · 2016 (m-v-md-vd-gd) · 2017 (m-v-md-vd-gd) · 2018 (m-v-md-vd-gd) · 2019 (m-v-md-vd-gd)  · 2020 (m-v-md-vd-gd) · 2021 (m-v-md-vd-gd) · 2022 (m-v-md-vd-gd) · 2023 (m-v-md-vd-gd) · 2024 (m-v-md-vd-gd) · 2025 (m-v-md-vd-gd)
Lijst van Australian Openwinnaars